# Südostasienspiele 1959/Badminton
Titelträger im Badminton wurden bei den Südostasienspielen 1959 in Bangkok in nur in den zwei reinen Herrendisziplinen ermittelt. Die Spiele fanden vom 12. bis zum 17. Dezember 1959 statt. Thailand gewann beide Gold- und Silbermedaillen. Malaya nahm an diesen Wettkämpfen nicht teil, Laos ging bei der Medaillenvergabe leer aus.

## Medaillengewinner
| Disziplin    | Gold                                  | Silber                                | Bronze                    |
| ------------ | ------------------------------------- | ------------------------------------- | ------------------------- |
| Herreneinzel | Thanoo Khadjadbhye                    | Charoen Wattanasin                    | Philip Gaudoin            |
| Herrendoppel | Charoen Wattanasin Kamal Sudthivanich | Narong Bhornchima Raphi Kanchanaraphi | Philip Gaudoin Aung Myint |

## Medaillenspiegel
| Platz | Land     | Gold | Silber | Bronze | Gesamt |
| ----- | -------- | ---- | ------ | ------ | ------ |
| 1     | Thailand | 2    | 2      | -      | 4      |
| 2     | Birma    | -    | -      | 2      | 2      |
| 2     | Laos     | -    | -      | -      | 0      |